# 瀑河 (滦河)
瀑河，位于中华人民共和国河北省北部，是滦河左岸支流。发源于平泉市卧龙镇安杖子村西北七老图山南麓，向东南流至卧龙镇转西南流，流经平泉市城区平泉镇、南五十家子镇、小寺沟镇、党坝镇、宽城满族自治县龙须门镇、县城宽城镇和化皮溜子镇等地，最后于宽城县塌山乡瀑河口村注入滦河潘家口水库库区。河长150千米，流域面积1989.5平方千米，年均径流量2亿立方米。